# Edmund
Az Edmund német germán (angolszász) eredetű férfinév, jelentése birtok, vagyon + védelem. Női párja az Edmunda.

## Képzett és rokon nevek
- Edmond:[1] az Edmund alakváltozata.[2]

## Gyakorisága
Az 1990-es években az Edmond és Edmund szórványos név, a 2000-es években nem szerepelnek a 100 leggyakoribb férfinév között.

## Névnapok
Edmund, Edmond
- november 16.[1]
- november 20.[1]

## Híres Edmundok, Edmondok
- Edmondo De Amicis olasz író
- Edmond H. Fischer Nobel-díjas mikrobiológus
- Edmond de Goncourt francia író
- Edmond Halley angol csillagász
- Edmond Rostand francia drámaíró

### Uralkodók
- I. Edmund wessexi király
- II. Edmund angol király

## Egyéb Edmundok, Edmondok
- Edmond (film)
- Edmund Feketevipera, a Fekete Vipera című angol sorozat számos szereplőjének neve
- Edmond Dantes, a Monte Cristo grófja című francia regény főszereplője